# Martijn Troost

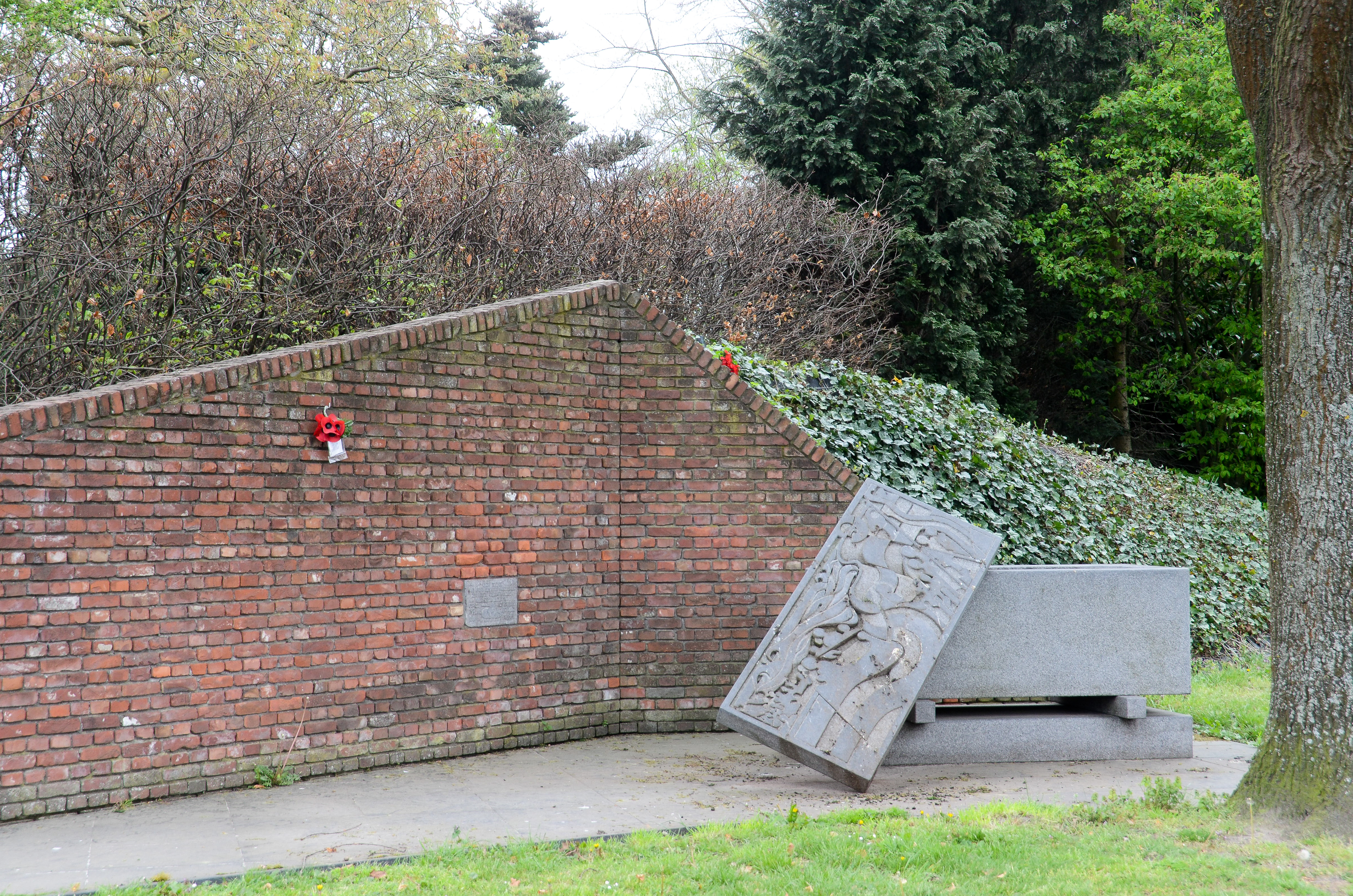
monument "Wederopstanding is bevrijding", Nuenen

Martijn Troost (Nuenen, 4 september 1963) is een Nederlands beeldhouwer, monumentaal kunstenaar, ontwerper en schilder.
Martijn Troost, zoon van Albertus Antonius Josephus, Albert Troost en  Maria Antoinette Elisabeth (Antoinette) Wentholt, volgde opleidingen aan de  Akademie voor Kunst en Vormgeving St. Joost te Breda en de  Gerrit Rietveld Academie te Amsterdam. Hij verwierf een aantal openbare kunstopdrachten waaronder zijn eerste in 1994: het Herdenkingsmonument te Nuenen.